# Línea 725 (Interurbanos Madrid)

Esquema de dársenas del intercambiador subterráneo de Plaza de Castilla

La línea 725 de la red de autobuses interurbanos de Madrid une la terminal subterránea del Intercambiador de Plaza de Castilla con Miraflores de la Sierra, Bustarviejo y Valdemanco.

## Características
Esta línea une dichos municipios, además de pasar por Colmenar Viejo y Soto del Real en un aproximadamente 1h y 25 minutos. Existen expediciones llamadas DIRECTOS que no realizan ninguna parada del casco urbano de Colmenar Viejo ni aquellas en la vía de servicio de la M-607. Dichas expediciones que omiten esas paradas reducen el trayecto en aproximadamente 10 minutos del tramo Madrid - Miraflores de la Sierra.
Estas expediciones están pensadas para reducir el trayecto a los viajeros más alejados de la línea, cuando Colmenar Viejo cuenta con servicios de las líneas 721, 722, 724 y 726 con mucha más frecuencia. Tanto las líneas 724, 725 y 726 cuentan con expediciones directas que no cruzan por Colmenar Viejo a diferentes horas, para realizar trayectos más cortos a los pueblos más lejanos y dejando el servicio a Colmenar Viejo cubierto por alguna de las otras líneas mencionadas.
Una peculiaridad es que las expediciones DIRECTOS de vuelta hacia Madrid tan sólo comienzan en Valdemanco, en cambio las de ida hacia los pueblos, ninguna de ellas alcanza dicho municipio. Todas finalizan en Miraflores de la Sierra o en Bustarviejo.
A pesar de que Valdemanco sea terminal/cabecera de línea, no todas las expediciones llegan hasta allí, finalizando la mayoría en Bustarviejo o incluso antes en Miraflores de la Sierra. De lunes a viernes existen dos expediciones en cada sentido que alcanzan el municipio de La Cabrera, prolongando su recorrido una vez llegado a Valdemanco.
La línea se complementa con las líneas 724, 726 y N702 para dar servicio de autobús nocturno a Colmenar Viejo cada 30 minutos los viernes laborables, sábados y vísperas de festivo. Además de complementarse con la línea 726, para dar servicio nocturno a Soto del Real también en esos días, puesto que dicho pueblo forma parte del recorrido común de ambas líneas.
Los servicios nocturnos tan sólo alcanzan el municipio de Miraflores de la Sierra.
Siguiendo la numeración de líneas del CRTM, las líneas que circulan por el corredor 7 son aquellas que dan servicio a los municipios situados en torno a la M-607 y comienzan con un 7. Aquellas numeradas dentro de la decena 720 corresponden a aquellas que circulan por Colmenar Viejo.
La línea mantiene los mismos horarios todo el año (exceptuando las vísperas de festivo y festivos de Navidad).
Esta línea es operada por la empresa Herederos de J. Colmenarejo a través de Interbus mediante la concesión administrativa VCM-702 - Madrid - Colmenar Viejo - El Boalo - Bustarviejo (Viajeros Comunidad de Madrid) del Consorcio Regional de Transportes de Madrid.

### Sublíneas
Aquí se recogen todas las distintas sublíneas que ha tenido la línea 725. La denominación de sublíneas que utiliza el CRTM es la siguiente:
- Número de línea (725)
- Sentido de circulación (1 ida, 2 vuelta)
- Número de sublínea

Por ejemplo, la sublínea 725107 corresponde a la línea 725, sentido 1 (ida) y el número 07 de numeración de sublíneas creadas hasta la fecha.
| Ida    | Ruta                          | Itinerario                     | Vuelta | Ruta                              | Itinerario                        |
| 725101 | -                             | Madrid - Valdemanco            | 725201 | -                                 | Valdemanco - Madrid               |
| 725102 | No existe la ruta "nc" de ida | No existe la ruta "nc" de ida  | 725202 | nc                                | Valdemanco - Madrid DIRECTO       |
| 725103 | mnc                           | Madrid - Miraflores DIRECTO    | 725203 | No existe la ruta "mnc" de vuelta | No existe la ruta "mnc" de vuelta |
| 725104 | bnc                           | Madrid - Bustarviejo DIRECTO   | 725204 | No existe la ruta "bnc" de vuelta | No existe la ruta "bnc" de vuelta |
| 725105 | m                             | Madrid - Miraflores            | 725205 | m                                 | Miraflores - Madrid               |
| 725106 | sm                            | Madrid superficie - Miraflores | 725206 | sm                                | Miraflores - Madrid superficie    |
| 725107 | c                             | Madrid - La Cabrera            | 725207 | c                                 | La Cabrera - Madrid               |
| 725108 | b                             | Madrid - Bustarviejo           | 725208 | b                                 | Bustarviejo - Madrid              |
| 725109 | srm                           | Soto del Real - Miraflores     | 725209 | srm                               | Miraflores - Soto del Real        |
| 725110 | sb                            | Soto del Real - Bustarviejo    | 725210 | No existe la ruta "sb" de vuelta  | No existe la ruta "sb" de vuelta  |
| 725111 | No existe la ruta "bc" de ida | No existe la ruta "bc" de ida  | 725211 | bc                                | Bustarviejo - Colmenar Viejo      |

## Horarios
Los horarios que no sean cabecera son aproximados.
| Lunes a viernes laborables              |                     |                     |                     |                     |                     |                     |                     |                     |                     |                     |                     |                     |                     |
| Madrid > Valdemanco                     | Madrid > Valdemanco | Madrid > Valdemanco | Madrid > Valdemanco | Madrid > Valdemanco | Madrid > Valdemanco | Madrid > Valdemanco | Valdemanco > Madrid | Valdemanco > Madrid | Valdemanco > Madrid | Valdemanco > Madrid | Valdemanco > Madrid | Valdemanco > Madrid | Valdemanco > Madrid |
| Madrid                                  | Colmenar V          | Soto del Real       | Miraflores          | Bustarviejo         | Valdemanco          | La Cabrera          | La Cabrera          | Valdemanco          | Bustarviejo         | Miraflores          | Soto del Real       | Colmenar V          | Madrid              |
| 06:35                                   | 07:10               | 07:25               | 07:35               | 07:50               | 08:00               |                     |                     |                     |                     | 05:35               | 05:45               | 06:00               | 06:35               |
| 07:15                                   | 07:50               | 08:05               | 08:15               | 08:30               |                     |                     |                     | 05:40               | 05:50               | 06:05               | 06:15               | 06:30               | 07:05               |
| 07:40                                   | 08:15               | 08:30               | 08:40               | 08:55               | 09:05               | 09:20               |                     |                     | 06:05               | 06:20               | 06:30               | 06:45               | 07:20               |
| 08:15                                   | 08:50               | 09:05               | 09:15               |                     |                     |                     |                     | 06:25               | 06:35               | 06:50               | 07:00               | →                   | 07:40               |
| 08:50                                   | 09:25               | 09:40               | 09:50               | 06:45               | 06:55               | 07:10               | 07:20               | 07:35               | 08:10               |                     |                     |                     |                     |
| 09:10                                   | 09:45               | 10:00               | 10:10               | 10:25               | 10:35               |                     | 07:05               | 07:15               | 07:30               | 07:40               | →                   | 08:20               |                     |
| 09:45                                   | 10:20               | 10:35               | 10:45               | 11:00               |                     |                     |                     |                     | 07:50               | 08:05               | 08:10               | 08:30               | 09:05               |
| 10:15                                   | 10:50               | 11:05               | 11:15               | 11:30               |                     |                     | 07:50               | 08:05               | 08:10               | 08:30               |                     |                     |                     |
| 10:45                                   | 11:20               | 11:35               | 11:45               | 12:00               |                     | 07:55               | 08:05               | 08:20               | 08:30               | →                   | 09:10               |                     |                     |
| 11:15                                   | 11:50               | 12:05               | 12:15               | 12:30               |                     |                     |                     |                     | 08:50               | 09:05               | 09:15               | 09:30               | 10:05               |
| 11:45                                   | 12:20               | 12:35               | 12:45               | 13:00               | 13:10               |                     |                     |                     |                     | 09:35               | 09:45               | 10:00               | 10:35               |
| 12:15                                   | 12:50               | 13:05               | 13:15               | 13:30               |                     |                     | 09:25               | 09:40               | 09:50               | 10:05               | 10:15               | 10:30               | 11:05               |
| 12:45                                   | 13:20               | 13:35               | 13:45               | 14:00               | 14:10               |                     |                     |                     |                     | 10:35               | 10:45               | 11:00               | 11:35               |
| 13:15                                   | 13:50               | 14:05               | 14:15               | 14:30               |                     |                     |                     | 10:40               | 10:50               | 11:05               | 11:15               | 11:30               | 12:05               |
|                                         |                     | 14:35               | 14:45               | 15:00               |                     |                     |                     |                     | 11:20               | 11:35               | 11:45               | 12:00               | 12:35               |
| 13:45                                   | 14:20               | 14:35               | 14:45               | 15:00               | 11:50               | 12:05               | 12:15               | 12:30               | 13:05               |                     |                     |                     |                     |
| 14:15                                   | 14:50               | 15:05               | 15:15               | 15:30               | 12:20               | 12:35               | 12:45               | 13:00               | 13:35               |                     |                     |                     |                     |
| 14:40                                   | 15:15               | 15:30               | 15:40               | 15:55               | 16:05               | 16:20               | 12:50               | 13:05               | 13:15               | 13:30               | 14:05               |                     |                     |
| 15:15                                   | →                   | 15:55               | 16:05               | 16:20               |                     |                     |                     | 13:05               | 13:15               | 13:30               | 13:40               | 13:55               | 14:25               |
| 15:45                                   | 16:20               | 16:35               | 16:45               |                     |                     |                     |                     |                     | 13:45               | 14:00               | 14:10               | 14:25               | 15:00               |
| 16:15                                   | 16:50               | 17:05               | 17:15               | 17:30               |                     |                     | 14:25               | 14:40               | 14:50               | 15:05               | 15:40               |                     |                     |
| 16:45                                   | 17:20               | 17:35               | 17:45               | 18:00               |                     |                     |                     | 14:40               | 14:50               | 15:05               | 15:15               | 15:30               | 16:05               |
| 17:15                                   | 17:50               | 18:05               | 18:15               | 18:30               | 18:40               |                     |                     |                     | 15:20               | 15:35               | 15:45               | 16:00               | 16:35               |
| 17:45                                   | →                   | 18:25               | 18:35               |                     |                     |                     | 15:50               | 16:05               | 16:15               | 16:30               | 17:05               |                     |                     |
| 18:30                                   | 19:05               | 19:20               | 19:30               | 19:45               |                     |                     | 16:20               | 16:35               | 16:45               | 17:00               | 17:35               |                     |                     |
| 18:45                                   | 19:20               | 19:35               | 19:45               | 20:00               | 20:10               |                     | 16:30               | 16:45               | 16:55               | 17:10               | 17:20               | 17:35               | 18:10               |
| 19:15                                   | 19:50               | 20:05               | 20:15               | 20:30               | 20:40               |                     |                     |                     | 17:25               | 17:35               | 17:50               | 18:25               |                     |
| 19:45                                   | 20:20               | 20:35               | 20:45               | 21:00               |                     |                     |                     |                     | 17:25               | 17:40               | 17:50               | 18:05               | 18:40               |
| 20:15                                   | 20:50               | 21:05               | 21:15               | 21:30               |                     |                     |                     |                     | 18:20               | 18:35               | 18:45               | 19:00               | 19:35               |
| 20:45                                   | 21:20               | 21:35               | 21:45               | 22:00               |                     |                     |                     | 18:40               | 18:50               | 19:05               | 19:15               | 19:30               | 20:05               |
| 21:30                                   | 22:05               | 22:20               | 22:30               | 22:45               | 22:55               |                     |                     |                     |                     | 19:35               | 19:45               | 20:00               | 20:35               |
| 22:15                                   | 22:50               | 23:05               | 23:15               | 23:30               |                     |                     |                     |                     | 20:00               | 20:15               | 20:25               | 20:40               | 21:15               |
| 23:15                                   | 23:50               | 00:05               | 00:15               |                     |                     |                     |                     | 20:35               | 20:45               | 21:00               | 21:10               | 21:25               | 22:00               |
|                                         |                     |                     |                     |                     |                     |                     |                     |                     | 21:45               | 22:00               | 22:10               | 22:25               | 23:00               |
| Noches de viernes y vísperas de festivo |                     |                     |                     |                     |                     |                     |                     |                     |                     |                     |                     |                     |                     |
| 00:30                                   | 01:00               | 01:15               | 01:25               |                     |                     |                     |                     |                     |                     | 23:15               | 23:25               | 23:40               | 00:05               |
| 03:30                                   | 04:00               | 04:15               | 04:25               | 01:45               | 01:55               | 02:10               | 02:35               |                     |                     |                     |                     |                     |                     |
| Sábados laborables, domingos y festivos |                     |                     |                     |                     |                     |                     |                     |                     |                     |                     |                     |                     |                     |
| Madrid > Valdemanco                     | Madrid > Valdemanco | Madrid > Valdemanco | Madrid > Valdemanco | Madrid > Valdemanco | Madrid > Valdemanco | Madrid > Valdemanco | Valdemanco > Madrid | Valdemanco > Madrid | Valdemanco > Madrid | Valdemanco > Madrid | Valdemanco > Madrid | Valdemanco > Madrid | Valdemanco > Madrid |
| Madrid                                  | Colmenar V          | Soto del Real       | Miraflores          | Bustarviejo         | Valdemanco          | La Cabrera          | La Cabrera          | Valdemanco          | Bustarviejo         | Miraflores          | Soto del Real       | Colmenar V          | Madrid              |
| 08:30                                   | 09:00               | 09:15               | 09:25               | 09:40               | 09:50               |                     |                     |                     | 07:00               | 07:15               | 07:25               | 07:40               | 08:10               |
| 09:30                                   | 10:00               | 10:15               | 10:25               | 10:40               |                     |                     | 08:00               | 08:15               | 08:25               | 08:40               | 09:10               |                     |                     |
| 10:30                                   | 11:00               | 11:15               | 11:25               | 11:40               | 11:50               |                     |                     | 08:50               | 09:00               | 09:15               | 09:25               | 09:40               | 10:10               |
| 11:30                                   | 12:00               | 12:15               | 12:25               | 12:40               |                     |                     | 09:50               | 10:00               | 10:15               | 10:25               | 10:40               | 11:10               |                     |
| 12:30                                   | 13:00               | 13:15               | 13:25               | 13:40               | 13:50               |                     |                     |                     | 11:00               | 11:15               | 11:25               | 11:40               | 12:10               |
| 13:30                                   | 14:00               | 14:15               | 14:25               | 14:40               |                     |                     |                     | 11:50               | 12:00               | 12:15               | 12:25               | 12:40               | 13:10               |
| 14:30                                   | 15:00               | 15:15               | 15:25               | 15:40               | 15:50               |                     |                     |                     | 13:00               | 13:15               | 13:25               | 13:40               | 14:10               |
| 15:30                                   | 16:00               | 16:15               | 16:25               | 16:40               | 16:50               |                     | 13:50               | 14:00               | 14:15               | 14:25               | 14:40               | 15:10               |                     |
| 16:30                                   | 17:00               | 17:15               | 17:25               | 17:40               |                     |                     |                     |                     | 15:00               | 15:15               | 15:25               | 15:40               | 16:10               |
| 17:30                                   | 18:00               | 18:15               | 18:25               | 18:40               | 18:50               |                     |                     | 15:50               | 16:00               | 16:15               | 16:25               | 16:40               | 17:10               |
| 18:30                                   | 19:00               | 19:15               | 19:25               | 19:40               |                     |                     |                     | 16:50               | 17:00               | 17:15               | 17:25               | 17:40               | 18:10               |
| 19:30                                   | 20:00               | 20:15               | 20:25               | 20:40               | 20:50               |                     |                     |                     | 18:00               | 18:15               | 18:25               | 18:40               | 19:10               |
| 20:30                                   | 21:00               | 21:15               | 21:25               | 21:40               |                     |                     |                     | 18:50               | 19:00               | 19:15               | 19:25               | 19:40               | 20:10               |
| 21:30                                   | 22:00               | 22:15               | 22:25               | 22:40               | 22:50               |                     |                     |                     | 20:00               | 20:15               | 20:25               | 20:40               | 21:10               |
| 22:30                                   | 23:00               | 23:15               | 23:25               |                     |                     |                     |                     | 20:50               | 21:00               | 21:15               | 21:25               | 21:40               | 22:10               |
| 23:30                                   | 00:00               | 00:15               | 00:25               |                     |                     |                     |                     |                     | 22:00               | 22:15               | 22:25               | 22:40               | 23:10               |
| Noches de sábados laborables            |                     |                     |                     |                     |                     |                     |                     |                     |                     |                     |                     |                     |                     |
| 00:30                                   | 01:00               | 01:15               | 01:25               |                     |                     |                     |                     |                     |                     | 23:15               | 23:25               | 23:40               | 00:05               |
| 03:30                                   | 04:00               | 04:15               | 04:25               | 01:45               | 01:55               | 02:10               | 02:35               |                     |                     |                     |                     |                     |                     |

1. 1 2 3 4 5 6 7 8 9 10 11  Hasta/desde Miraflores de la Sierra
2. 1 2 3 4 5 6 7 8 9 10 11 12 13 14 15 16 17 18 19 20 21 22 23 24 25 26 27 28 29 30 31 32 33 34 35 36 37 38 39 40 41 42 43 44 45 46  Hasta/desde Bustarviejo
3. 1 2 3 4  Hasta/desde La Cabrera
4. 1 2 3  DIRECTO, sin paso por Colmenar Viejo
5. ↑  Desde Bustarviejo hasta Colmenar Viejo
6. 1 2  Refuerzo lectivo
7. ↑  Desde Soto del Real hasta Bustarviejo
8. ↑  DIRECTO, sin paso por Colmenar Viejo, hasta Bustarviejo
9. ↑  DIRECTO, sin paso por Colmenar Viejo, hasta Miraflores de la Sierra
10. 1 2 3 4 5  Sólo noches de viernes y vísperas de festivo
11. 1 2 3 4 5 6 7 8  Desde/hasta superficie, hasta/desde Miraflores de la Sierra
12. 1 2 3 4 5  Sólo noches de sábados laborables

## Recorrido y paradas

### Sentido Valdemanco
| Código                                                                                             | Zona | Localidad               | Denominación                                                      | Ubicación                                   | Líneas de la parada                                                   | Metro / Cercanías |
| -------------------------------------------------------------------------------------------------- | ---- | ----------------------- | ----------------------------------------------------------------- | ------------------------------------------- | --------------------------------------------------------------------- | ----------------- |
| 17472Q                                                                                             |      | Madrid                  | Intercambiador de Plaza de Castilla - Dársena 26                  | Avenida de Asturias Nº2                     | 725                                                                   | Plaza de Castilla |
| Cabecera de las expediciones que salen desde la superficie del Intercambiador de Plaza de Castilla |      |                         |                                                                   |                                             |                                                                       |                   |
| 18074L                                                                                             |      | Madrid                  | Intercambiador de Plaza de Castilla - Dársena 53                  | Paseo de la Castellana Nº195                | 70 724 725 726 N702                                                   | Plaza de Castilla |
| Paradas del itinerario normal                                                                      |      |                         |                                                                   |                                             |                                                                       |                   |
| 3252                                                                                               |      | Madrid                  | Paseo de la Castellana Nº292 - Hospital La Paz                    | Paseo de la Castellana Nº292                | 173 174 175 176 178 712 713 716 717 721 722 724 725 726 876 N701 N702 | Begoña            |
| 3670                                                                                               |      | Madrid                  | Carretera de Colmenar - Hospital Ramón y Cajal                    | M-607 km. 8,4                               | 175 178 712 713 714 716 717 721 722 724 725 726 876 N701 N702         | Ramón y Cajal     |
| Los recorridos "DIRECTOS" no realizan ninguna de las siguientes paradas                            |      |                         |                                                                   |                                             |                                                                       |                   |
| 06563                                                                                              |      | Madrid                  | Carretera de Colmenar Viejo - Academia de Artillería              | M-607 km. 11,7                              | 712 713 716 717 721 722 724 725 726 N701 N702                         |                   |
| 06565                                                                                              |      | Madrid                  | Carretera M-607 - Residencia de Ancianos                          | M-607 km. 13                                | 712 713 714 716 717 721 722 724 725 726 N701 N702                     |                   |
| 06566                                                                                              |      | Madrid                  | Carretera M-607 - Ciudad Escolar                                  | M-607 km. 13,4                              | 712 713 716 717 721 722 724 725 726 N701 N702                         |                   |
| 06567                                                                                              |      | Madrid                  | Carretera M-607 - Hospital Psiquiátrico                           | M-607 km. 13,8                              | 712 713 716 717 721 722 724 725 726 N701 N702                         |                   |
| 06568                                                                                              |      | Madrid                  | Carretera M-607 - Hospital Cantoblanco                            | M-607 km. 14,5                              | 712 713 716 717 721 722 724 725 726 N701 N702                         |                   |
| 06569                                                                                              |      | Madrid                  | Carretera M-607 - Universidad Autónoma                            | M-607 km. 14,9                              | 712 713 716 717 721 722 724 725 726 876 N701 N702                     | Cantoblanco       |
| 06570                                                                                              |      | Madrid                  | Carretera M-607 - Cruce Carretera de Alcobendas                   | M-607 km. 16                                | 712 713 716 717 721 722 724 725 726 N701 N702                         |                   |
| 06571                                                                                              |      | Madrid                  | Carretera M-607 - El Goloso                                       | M-607 km. 16,8                              | 712 713 716 717 721 722 724 725 726 827 N701 N702                     | El Goloso         |
| Paradas del itinerario normal, los recorridos "DIRECTOS" vuelven a realizar paradas desde aquí     |      |                         |                                                                   |                                             |                                                                       |                   |
| 06572                                                                                              |      | Madrid                  | Carretera M-607 - Las Jarrillas                                   | M-607 km. 18,7                              | 712 713 716 717 721 722 724 725 726 827 N701 N702                     |                   |
| 06573                                                                                              |      | Madrid                  | Carretera M-607 - Cementerio La Paz                               | M-607 km. 19,4                              | 712 713 716 717 721 722 724 725 726 827 N701 N702                     |                   |
| 08396                                                                                              |      | Tres Cantos             | Carretera M-607 - Puente Sur                                      | M-607 km. 20,3                              | 721 722 724 725 726 876 N702                                          |                   |
| 06645                                                                                              |      | Tres Cantos             | Carretera M-607 - Colegio Pinosierra                              | M-607 km. 20,8                              | 721 722 724 725 726 N702                                              |                   |
| 20682                                                                                              |      | Tres Cantos             | Carretera M-607 - Estación de Tres Cantos                         | M-607 km. 21,9                              | 721 722 724 725 726 876 N702                                          | Tres Cantos       |
| 06581                                                                                              |      | Colmenar Viejo          | Carretera M-607 - Depuradora                                      | M-607 km. 28,5                              | 721 722 723 724 725 726 N702                                          |                   |
| Los recorridos "DIRECTOS" no realizan ninguna de las siguientes paradas                            |      |                         |                                                                   |                                             |                                                                       |                   |
| 18107                                                                                              |      | Colmenar Viejo          | Paseo de la Ermita de Santa Ana - Centro Comercial El Ventanal    | Paseo de la Ermita de Santa S/Nº            | 720} 721 723 724 725 726 727 728 N702                                 |                   |
| 11350                                                                                              |      | Colmenar Viejo          | Avenida de San Agustín del Guadalix - Centro de Salud             | Avenida de San Agustín del Guadalix Nº2     | 720 721 723 724 725 726 727 N702                                      |                   |
| 08414                                                                                              |      | Colmenar Viejo          | Avenida de la Libertad - Estación de Servicio                     | Avenida de la Libertad Nº14                 | 720 721 723 724 725 726 727 N702 1                                    |                   |
| 06584                                                                                              |      | Colmenar Viejo          | Calle de San Sebastián - Cafetería Sanz Rosa                      | Calle de San Sebastián Nº32                 | 720 721 723 724 725 726 727 N702 1                                    |                   |
| 06585                                                                                              |      | Colmenar Viejo          | Calle de la Corredera - Calle de los Frailes                      | Calle de la Corredera Nº1                   | 720 721 723 724 725 726 727 N702 1                                    |                   |
| 06586                                                                                              |      | Colmenar Viejo          | Carretera de Miraflores - Plaza de los Arcos                      | Carretera de Miraflores Nº38                | 720 721 724 725 726 N702                                              |                   |
| 06587                                                                                              |      | Colmenar Viejo          | Carretera de Miraflores - Colonia de las Torres                   | Carretera de Miraflores Nº38                | 720 721 724 725 726 N702                                              |                   |
| 06588                                                                                              |      | Colmenar Viejo          | Carretera de Miraflores - Centro Educativo Especial               | Carretera de Miraflores Nº38                | 720 721 724 725 726                                                   |                   |
| Paradas del itinerario normal, los recorridos "DIRECTOS" vuelven a realizar paradas desde aquí     |      |                         |                                                                   |                                             |                                                                       |                   |
| 12106                                                                                              |      | Soto del Real           | Carretera M-609 - Centro Penitenciario                            | M-609 km. 3,7                               | 720 724 725 726 728                                                   |                   |
| 10535                                                                                              |      | Soto del Real           | Carretera M-862 - La Gamonosa                                     | M-682 km. 1,2                               | 720 724 725 726 728                                                   |                   |
| 18933                                                                                              |      | Soto del Real           | Avenida de las Víctimas del Terrorismo - Polideportivo            | Avenida de las Víctimas del Terrorismo S/Nº | 720 725 726 728                                                       |                   |
| 09112                                                                                              |      | Soto del Real           | Avenida de las Víctimas del Terrorismo - Calle del Barco de Ávila | Avenida de las Víctimas del Terrorismo S/Nº | 720 725 726 728                                                       |                   |
| Los recorridos desde Soto del Real comienzan aquí                                                  |      |                         |                                                                   |                                             |                                                                       |                   |
| 18934                                                                                              |      | Soto del Real           | Avenida de las Víctimas del Terrorismo - Calle de Calvo Sotelo    | Avenida de las Víctimas del Terrorismo S/Nº | 720 725 726 728                                                       |                   |
| 11969                                                                                              |      | Soto del Real           | Avenida de las Víctimas del Terrorismo - Camino de Navalafuente   | Avenida de las Víctimas del Terrorismo S/Nº | 725                                                                   |                   |
| 09114                                                                                              |      | Soto del Real           | Avenida de las Víctimas del Terrorismo - Urbanización Vistarreal  | Avenida de las Víctimas del Terrorismo S/Nº | 725                                                                   |                   |
| 15424                                                                                              |      | Miraflores de la Sierra | Carretera M-611 - Los Colladitos                                  | M-611 km. 2,6                               | 725                                                                   |                   |
| 09115                                                                                              |      | Miraflores de la Sierra | Carretera M-611 - Gruta de Begoña                                 | M-611 km. 6,8                               | 725                                                                   |                   |
| 09116                                                                                              |      | Miraflores de la Sierra | Miraflores de la Sierra - Centro Social                           | M-610 km. 19,5                              | 725                                                                   |                   |
| 10537                                                                                              |      | Miraflores de la Sierra | Miraflores de la Sierra - Guardia Civil                           | M-610 km. 18,7                              | 725                                                                   |                   |
| Los recorridos hasta Miraflores de la Sierra terminan aquí                                         |      |                         |                                                                   |                                             |                                                                       |                   |
| 09117                                                                                              |      | Miraflores de la Sierra | Carretera M-610 - Urbanización El Peralejo                        | Calle Abedules Nº2                          | 725                                                                   |                   |
| 12650                                                                                              |      | Bustarviejo             | Carretera M-610 - El Hoyuelo                                      | M-610 km. 15,2                              | 725                                                                   |                   |
| 10538                                                                                              |      | Bustarviejo             | Carretera M-610 - Camping                                         | M-610 km. 14,6                              | 725                                                                   |                   |
| 18180                                                                                              |      | Bustarviejo             | Carretera M-610 - Fuente del Collado                              | M-610 km. 11,2                              | 725                                                                   |                   |
| 11998                                                                                              |      | Bustarviejo             | Bustarviejo - Carretera de Miraflores                             | M-610 km. 9,9                               | 725                                                                   |                   |
| Sólo los recorridos hasta Bustarviejo realizan esta parada, finalizan aquí                         |      |                         |                                                                   |                                             |                                                                       |                   |
| 09118                                                                                              |      | Bustarviejo             | Bustarviejo - La Maruja                                           | Calle de San Sebastián Nº2                  | 725                                                                   |                   |
| Paradas del itinerario normal                                                                      |      |                         |                                                                   |                                             |                                                                       |                   |
| 15185                                                                                              |      | Bustarviejo             | Bustarviejo - Calle de la Cañada                                  | M-610 km. 9,4                               | 725                                                                   |                   |
| 11999                                                                                              |      | Bustarviejo             | Bustarviejo - Correos                                             | Calle Real Nº86                             | 725                                                                   |                   |
| 16582                                                                                              |      | Bustarviejo             | Bustarviejo - Camposolo                                           | Carretera de Valdemanco Nº12                | 725                                                                   |                   |
| 16583                                                                                              |      | Bustarviejo             | Bustarviejo - Urbanización El Robledal                            | Carretera de Valdemanco Nº28                | 725                                                                   |                   |
| 18182                                                                                              |      | Bustarviejo             | Bustarviejo - Urbanización La Pesquera                            | M-610 km. 7,5                               | 725                                                                   |                   |
| 12107                                                                                              |      | Valdemanco              | Carretera M-610 - Urbanización El Enclave                         | M-610 km. 6,4                               | 725                                                                   |                   |
| 19193                                                                                              |      | Valdemanco              | Valdemanco - Avenida del Desvío                                   | Avenida del Desvío Nº 17                    | 197B 197C 725                                                         |                   |
| Paradas realizadas por los servicios que continúan a La Cabrera                                    |      |                         |                                                                   |                                             |                                                                       |                   |
| 18184                                                                                              |      | Valdemanco              | Carretera M-610 - Urbanización La Hoya                            | Carretera M-610 (La Cabrera) Nº8            | 197B 197C 725                                                         |                   |
| 18186                                                                                              |      | La Cabrera              | Carretera M-610 - Colonia El Roble                                | Carretera M-610 (La Cabrera) Nº6            | 197B 197C 725                                                         |                   |
| 11995                                                                                              |      | La Cabrera              | Avenida de La Cabrera - Carretera de Valdemanco                   | Avenida de La Cabrera Nº8                   | 191 193 194 195 196 197B 197C725                                      |                   |
| 19194                                                                                              |      | La Cabrera              | Avenida de La Cabrera - Calle de Carlos Jiménez Díaz              | Avenida de La Cabrera Nº19                  | 197C 725                                                              |                   |

1. ↑  A efectos de nomenclatura, para las líneas de la EMT esta parada se llama Hospital Ramón y Cajal
2. ↑  Sólo permite el descenso de viajeros

### Sentido Madrid (Plaza de Castilla)
| Código                                                                                             | Zona | Localidad               | Denominación                                                     | Ubicación                                   | Líneas de la parada                                     | Metro / Cercanías |
| -------------------------------------------------------------------------------------------------- | ---- | ----------------------- | ---------------------------------------------------------------- | ------------------------------------------- | ------------------------------------------------------- | ----------------- |
| Paradas realizadas por los servicios que proceden de La Cabrera                                    |      |                         |                                                                  |                                             |                                                         |                   |
| 19194                                                                                              |      | La Cabrera              | Avenida de La Cabrera - Calle de Carlos Jiménez Díaz             | Avenida de La Cabrera Nº19                  | 197C 725                                                |                   |
| 10666                                                                                              |      | La Cabrera              | Avenida de La Cabrera - Carretera de Valdemanco                  | Avenida de La Cabrera Nº6                   | 191 193 194 195 196 197B 197C 725                       |                   |
| 18185                                                                                              |      | La Cabrera              | Carretera M-610 - Colonia El Roble                               | Carretera de Valdemanco km. 2,6             | 197B 197C 725                                           |                   |
| 18183                                                                                              |      | Valdemanco              | Carretera M-610 - Urbanización La Hoya                           | Carretera M-610 (La Cabrera) km. 3,4        | 197B 197C 725                                           |                   |
| Paradas del itinerario normal                                                                      |      |                         |                                                                  |                                             |                                                         |                   |
| 10344                                                                                              |      | Valdemanco              | Valdemanco - Avenida del Desvío                                  | Avenida del Desvío Nº 5500                  | 197B 197C725                                            |                   |
| 11566                                                                                              |      | Valdemanco              | Carretera M-610 - Urbanización El Enclave                        | M-610 km. 6,4                               | 725                                                     |                   |
| 12001                                                                                              |      | Bustarviejo             | Bustarviejo - Urbanización La Pesquera                           | M-610 km. 7,5                               | 725                                                     |                   |
| 16584                                                                                              |      | Bustarviejo             | Bustarviejo - Urbanización El Robledal                           | Carretera de Valdemanco Nº28                | 725                                                     |                   |
| 16585                                                                                              |      | Bustarviejo             | Bustarviejo - Pedregal                                           | Calle del Pedregal Nº2                      | 725                                                     |                   |
| 12000                                                                                              |      | Bustarviejo             | Bustarviejo - Correos                                            | Calle Real Nº105                            | 725                                                     |                   |
| Los recorridos desde Bustarviejo comienzan aquí                                                    |      |                         |                                                                  |                                             |                                                         |                   |
| 09118                                                                                              |      | Bustarviejo             | Bustarviejo - La Maruja                                          | Calle de San Sebastián Nº2                  | 725                                                     |                   |
| 12654                                                                                              |      | Bustarviejo             | Bustarviejo - Calle del Arroyo Flores                            | Calle del Arroyo Flores Nº14                | 725                                                     |                   |
| 18181                                                                                              |      | Bustarviejo             | Carretera M-610 - Fuente del Collado                             | M-610 km. 11,3                              | 725                                                     |                   |
| 10539                                                                                              |      | Bustarviejo             | Carretera M-610 - Camping                                        | M-610 km. 14,6                              | 725                                                     |                   |
| 12651                                                                                              |      | Bustarviejo             | Carretera M-610 - El Hoyuelo                                     | M-610 km. 15,3                              | 725                                                     |                   |
| 09124                                                                                              |      | Miraflores de la Sierra | Carretera M-610 - Urbanización El Peralejo                       | Carretera de Bustarviejo Nº73               | 725                                                     |                   |
| 10536                                                                                              |      | Miraflores de la Sierra | Miraflores de la Sierra - Guardia Civil                          | M-610 km. 18,7                              | 725                                                     |                   |
| Los recorridos desde Miraflores de la Sierra comienzan aquí                                        |      |                         |                                                                  |                                             |                                                         |                   |
| 09123                                                                                              |      | Miraflores de la Sierra | Miraflores de la Sierra - Centro Social                          | M-610 km. 19,5                              | 725                                                     |                   |
| 09122                                                                                              |      | Miraflores de la Sierra | Carretera M-611 - Gruta de Begoña                                | M-611 km. 6,8                               | 725                                                     |                   |
| 15425                                                                                              |      | Miraflores de la Sierra | Carretera M-611 - Los Colladitos                                 | M-611 km. 2,6                               | 725                                                     |                   |
| 09121                                                                                              |      | Soto del Real           | Avenida de las Víctimas del Terrorismo - Urbanización Vistarreal | Avenida de las Víctimas del Terrorismo S/Nº | 725                                                     |                   |
| 11901                                                                                              |      | Soto del Real           | Avenida de las Víctimas del Terrorismo - Camino de Los Arrieros  | Avenida de las Víctimas del Terrorismo S/Nº | 725                                                     |                   |
| 18935                                                                                              |      | Soto del Real           | Avenida de las Víctimas del Terrorismo - Calle de Calvo Sotelo   | Avenida de las Víctimas del Terrorismo S/Nº | 720 725 726 728                                         |                   |
| Los recorridos hasta Soto del Real terminan aquí                                                   |      |                         |                                                                  |                                             |                                                         |                   |
| 09119                                                                                              |      | Soto del Real           | Avenida de las Víctimas del Terrorismo - Calle de Desaceral      | Avenida de las Víctimas del Terrorismo S/Nº | 720 725 726 728                                         |                   |
| 18933                                                                                              |      | Soto del Real           | Avenida de las Víctimas del Terrorismo - Polideportivo           | Avenida de las Víctimas del Terrorismo S/Nº | 720 725 726 728                                         |                   |
| 10529                                                                                              |      | Soto del Real           | Carretera M-862 - La Gamonosa                                    | M-682 km. 1,2                               | 720 724 725 726 728                                     |                   |
| 11900                                                                                              |      | Soto del Real           | Carretera M-609 - Centro Penitenciario                           | M-609 km. 3,4                               | 720 724 725 726 728                                     |                   |
| Los recorridos "DIRECTOS" no realizan ninguna de las siguientes paradas                            |      |                         |                                                                  |                                             |                                                         |                   |
| 06595                                                                                              |      | Colmenar Viejo          | Carretera de Miraflores - Campamento de San Pedro                | Carretera de Miraflores S/Nº                | 720 721 724 725 726                                     |                   |
| 08416                                                                                              |      | Colmenar Viejo          | Carretera de Miraflores - Avenida del Puente Manzanares          | Carretera de Miraflores Nº38                | 720 721 724 725 726                                     |                   |
| 06590                                                                                              |      | Colmenar Viejo          | Calle de Madrid - Colonia Santa Lucía                            | Calle de Santa María Nº2                    | 720 721 724 725 726                                     |                   |
| 08417                                                                                              |      | Colmenar Viejo          | Carretera de Miraflores - Plaza de los Arcos                     | Calle de Madrid Nº21                        | 720 721 724 725 726                                     |                   |
| 06592                                                                                              |      | Colmenar Viejo          | Calle de la Corredera - Calle de los Frailes                     | Calle de la Corredera Nº1                   | 720 721 723 724 725 726 727 1                           |                   |
| 06593                                                                                              |      | Colmenar Viejo          | Calle de San Sebastián - Cafetería Sanz Rosa                     | Calle de San Sebastián Nº22                 | 720 721 723 724 725 726 727 1                           |                   |
| 06596                                                                                              |      | Colmenar Viejo          | Avenida de la Libertad - Estación de Servicio                    | Avenida de la Libertad Nº14                 | 720 721 723 724 725 726 727 1                           |                   |
| 06589                                                                                              |      | Colmenar Viejo          | Avenida de la Libertad - Ermita                                  | Avenida de la Libertad Nº58                 | 720 721 723 724 725 726 727 1                           |                   |
| 12108                                                                                              |      | Colmenar Viejo          | Avenida de la Libertad - Centro Comercial El Ventanal            | Avenida de la Libertad Nº99                 | 721 722 723 724 725 726 N702                            |                   |
| 11338                                                                                              |      | Colmenar Viejo          | Avenida de la Libertad - Polígono Industrial La Mina             | Calle del Pradillo Nº2                      | 721 722 723 724 725 726 N702                            |                   |
| Los recorridos hasta Colmenar Viejo finalizan aquí                                                 |      |                         |                                                                  |                                             |                                                         |                   |
| Paradas del itinerario normal, los recorridos "DIRECTOS" vuelven a realizar paradas desde aquí     |      |                         |                                                                  |                                             |                                                         |                   |
| 06631                                                                                              |      | Colmenar Viejo          | Carretera M-607 - Depuradora                                     | M-607 km. 26,8                              | 721 722 723 724 725 726 N702                            |                   |
| 06633                                                                                              |      | Tres Cantos             | Carretera M-607 - Estación de Tres Cantos                        | M-607 km. 21,8                              | 721 722 724 725 726 876N702                             | Tres Cantos       |
| 06659                                                                                              |      | Tres Cantos             | Carretera M-607 - Puente Sur                                     | M-607 km. 20,3                              | 721 722 724 725 726 876N702                             |                   |
| 12875                                                                                              |      | Madrid                  | Carretera M-607 - Cementerio La Paz                              | M-607 km. 19,3                              | 712 713 716 717 721 722 724 725 726 827 876N701 N702    |                   |
| Los recorridos "DIRECTOS" no realizan ninguna de las siguientes paradas                            |      |                         |                                                                  |                                             |                                                         |                   |
| 09679                                                                                              |      | Madrid                  | Carretera M-607 - Estación de El Goloso                          | M-607 km. 17,2                              | 712 713 716 717 721 722 724 725 726 827 N701 N702       | El Goloso         |
| 06664                                                                                              |      | Madrid                  | Carretera M-607 - El Goloso                                      | M-607 km. 16,9                              | 712 713 716 717 721 722 724 725 726 827 N701 N702       | El Goloso         |
| 06665                                                                                              |      | Madrid                  | Carretera M-607 - Cruce Carretera de Alcobendas                  | M-607 km. 16                                | 712 713 716 717 721 722 724 725 726 N701 N702           |                   |
| 06666                                                                                              |      | Madrid                  | Carretera M-607 - Universidad Autónoma                           | M-607 km. 14,9                              | 712 713 716 717 721 722 724 725 726 876N701 N702        | Cantoblanco       |
| 06669                                                                                              |      | Madrid                  | Carretera M-607 - Ciudad Escolar                                 | M-607 km. 13,4                              | 712 713 714 716 717 721722 724 725 726 N701 N702        |                   |
| Paradas del itinerario normal, los recorridos "DIRECTOS" vuelven a realizar paradas desde aquí     |      |                         |                                                                  |                                             |                                                         |                   |
| 06672                                                                                              |      | Madrid                  | Carretera de Colmenar - Academia de Artillería                   | M-607 km. 11,7                              | 712 713 716 717 721722724725726N701 N702                |                   |
| 06673                                                                                              |      | Madrid                  | Carretera de Colmenar - Gasolinera Santa Ana                     | M-607 km. 9,7                               | 712 713 714 716 717 721722724725726876N701 N702         |                   |
| 955                                                                                                |      | Madrid                  | Carretera de Colmenar - Hospital Ramón y Cajal                   | M-607 km. 8,3                               | 175 178 712 713 714 716 717 721722724725726876N701 N702 | Ramón y Cajal     |
| 10548                                                                                              |      | Madrid                  | Paseo de la Castellana - Hospital La Paz                         | Paseo de la Castellana Nº300                | 712 713 714 716 717 721722724725726815 876N701 N702     | Begoña            |
| Terminal de las expediciones que terminan en la superficie del Intercambiador de Plaza de Castilla |      |                         |                                                                  |                                             |                                                         |                   |
| 18074                                                                                              |      | Madrid                  | Intercambiador de Plaza de Castilla                              | Paseo de la Castellana Nº195                | Descenso antes de la dársena 42                         | Plaza de Castilla |
| Terminal del itinerario normal                                                                     |      |                         |                                                                  |                                             |                                                         |                   |
| 17472                                                                                              |      | Madrid                  | Intercambiador de Plaza de Castilla                              | Avenida de Asturias Nº2                     | Descenso en las dársenas 8, 9 y 10.                     | Plaza de Castilla |

1. 1 2 3 4 5 6 7 8 9 10 11 12 13 14 15 16 17 18 19 20 21 22 23 24 25 26 27 28 29 30 31 32 33  Sólo permite el descenso de viajeros
2. ↑  A efectos de nomenclatura, para las líneas de la EMT esta parada se llama Hospital Ramón y Cajal